# Мадемуазель Марс
Анн-Франсуаз-Іпполіта Буте-Сальвета, відома як Мадемуазель Марс (фр. Anne-Françoise-Hippolyte Boutet Salvetat, *9 лютого 1779, Париж — †20 березня 1847, Париж) — французька акторка.

## Життєпис
Позашлюбна дочка акторки Жанни-Марі Сальвета (1748–1838). За переказами, мати мала сильний південний акцент, що не сприяло її успіху у примхливої паризької публіки. Сценічний псевдонім матері — мадам Марс (тобто одружена Марс). Дочка видозмінила псевдонім на мадемуазель Марс, під яким і увійшла в історію театрального мистецтва.

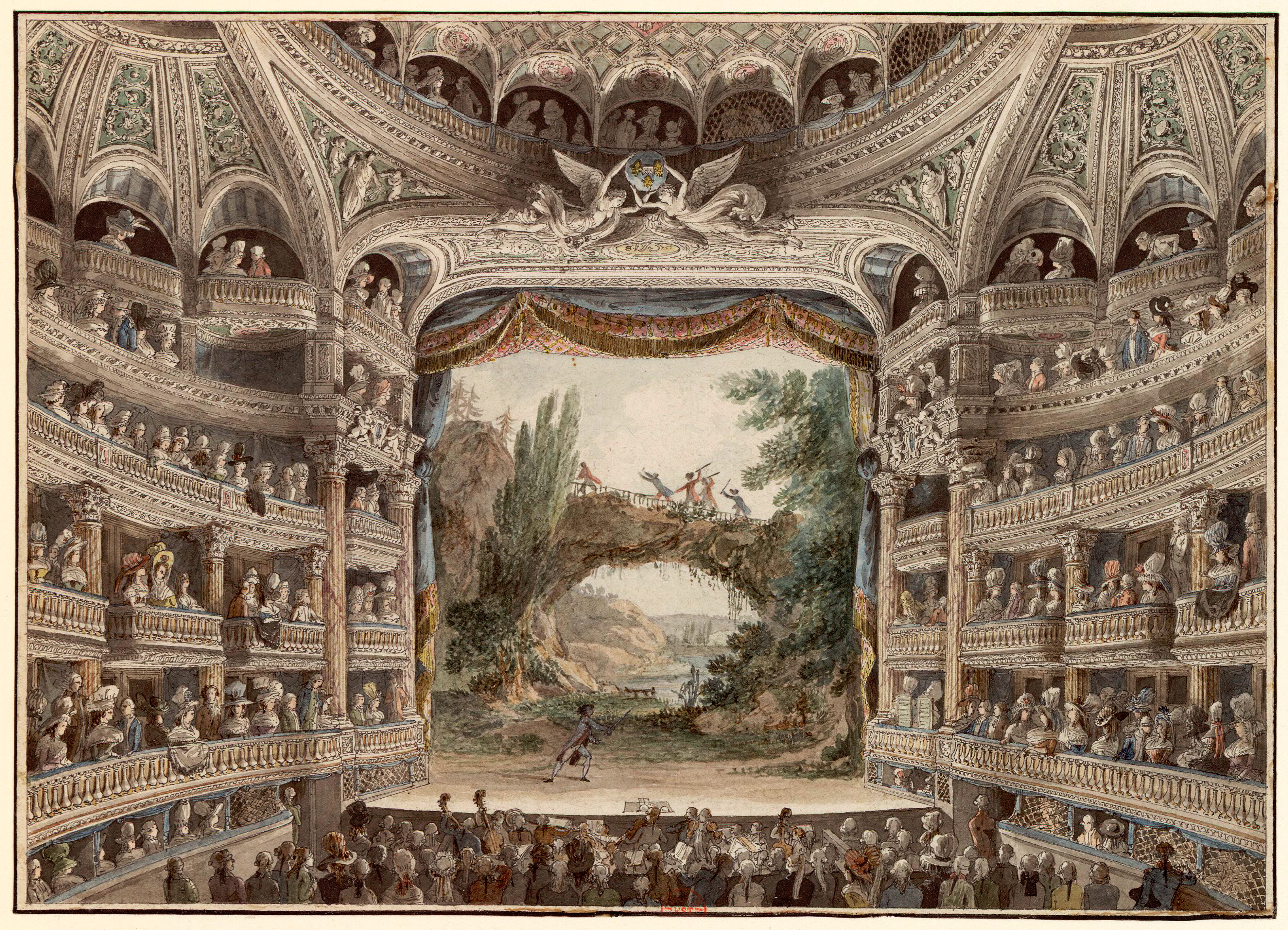
Зала театру Комеді Франсез, 18 ст.

Акторську майстерність опановувала під керівництвом актора Конта. Дебютувала у 1794 році в п'єсі Мольєра «Тартюф».
У 1799 році разом зі своєю старшою сестрою Марі-Луїз вступила до трупи театру Комеді Франсез. Праця в цьому театрі склалася вдало: акторка пропрацювала там до 60 років.
Грала як у п'єсах доби класицизму, так і у перших п'єсах доби романтизму. Запам'яталась як чудова виконавиця ролей молодих і невинних дівчат. Її сценічне амплуа — інженю.
Окрім акторської діяльності, займалася викладанням акторської майстерності.
У 1841 р. покинула сцену. Померла в Парижі.
Меморіальні та театральні речі акторки наприкінці 19 ст. придбав для своєї збірки колекціонер з Росії — Бахрушин Олексій Олександрович . Пізніше ця колекція стала підмурками першого у світі театрального музею.